# ليفار هاربر غريفيث
ليفار هاربر غريفيث (بالإنجليزية: Levar Harper-Griffith)‏ مواليد 4 سبتمبر 1981 في نيويورك، هو لاعب كرة مضرب أمريكي سابق وكان يلعب باليد اليمنى. أعلى تصنيف له في الفردي كان المركز الـ 224 في سنة 2001. أعلى تصنيف له في الزوجي كان المركز الـ 184 في سنة 2003.

## النهائيات

### الفردي: (1)
| الرقم | السنة | الدورة                    | الأرضية | المنافس في النهائي | النتيجة في النهائي |
| ----- | ----- | ------------------------- | ------- | ------------------ | ------------------ |
| 1.    | 2001  | تارزانا، الولايات المتحدة | صلبة    | مايكل جويس         | 7-6(6), 6-3        |

### الزوجي: (1)
| الرقم | السنة | الدورة                     | الأرضية | الشريك     | المنافس في النهائي          | النتيجة في النهائي |
| ----- | ----- | -------------------------- | ------- | ---------- | --------------------------- | ------------------ |
| 1.    | 2002  | تالاهاسي، الولايات المتحدة | صلبة    | جيف وليامز | هنتلي مونتغمري براين فاهالي | 6-3, 4-6, 6-4      |